# Mataró

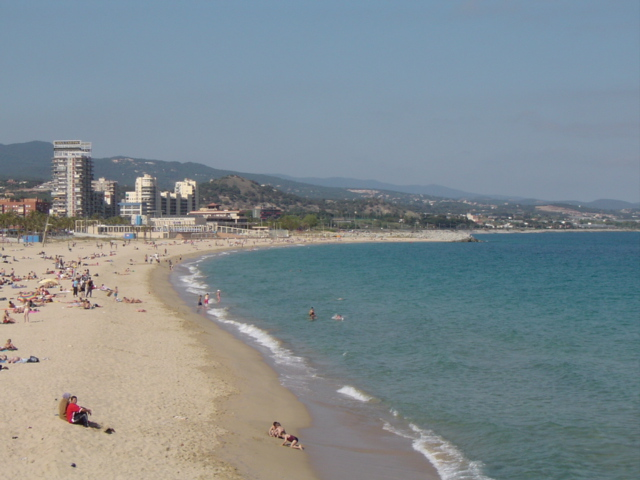
Der Strand von Mataró

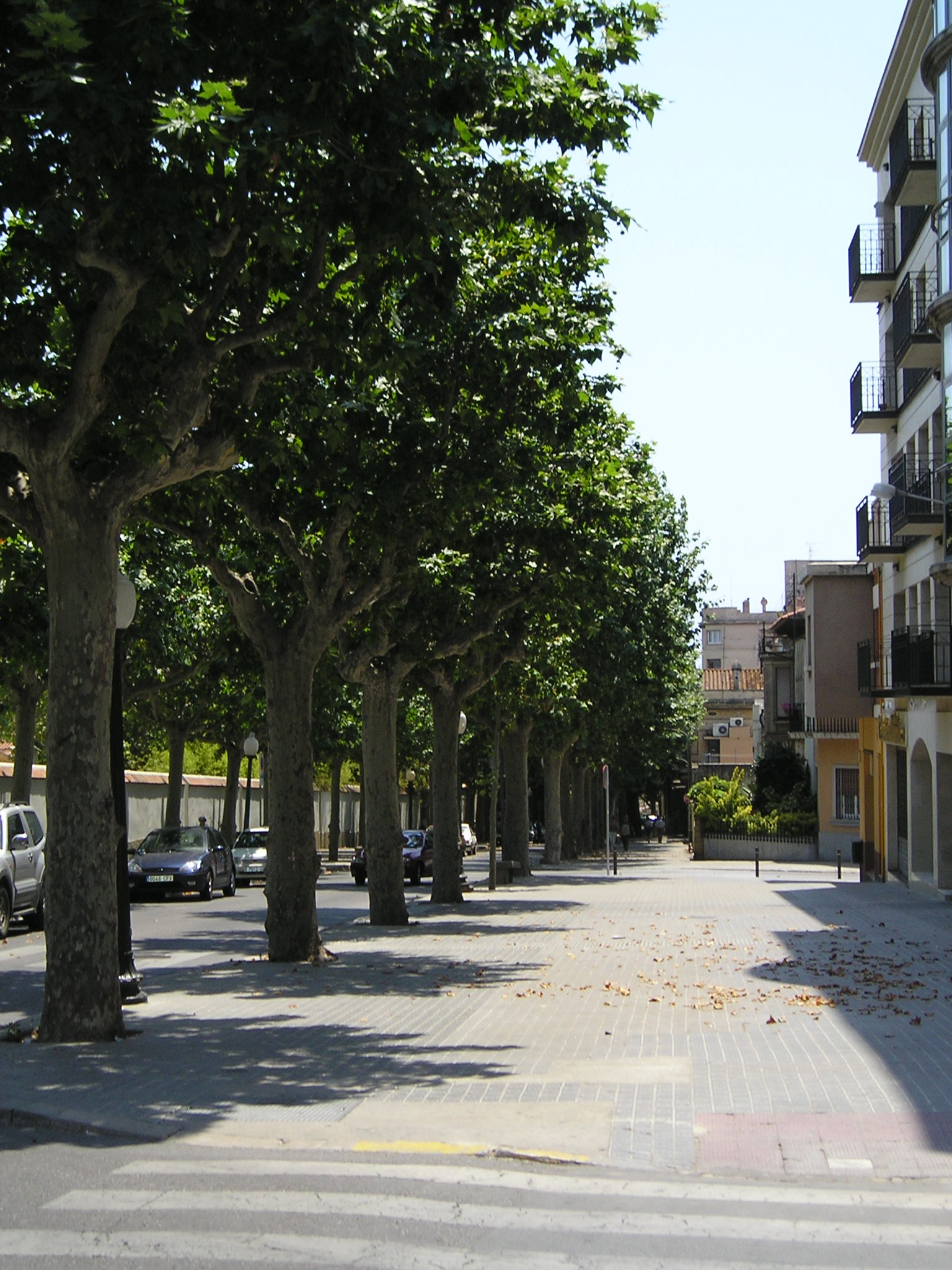
Straße in Mataró

Mataró (kat. [mətəˈɾo]) ist eine spanische Stadt in der autonomen Region Katalonien im Nordosten Spaniens.

## Daten
Mataró ist die Hauptstadt der katalanischen Comarca Maresme in der Provinz Barcelona. Die Stadt liegt etwa 30 km nordöstlich von Barcelona an der Mittelmeerküste, an der so genannten Costa del Maresme und gilt noch als Vorort Barcelonas.
Mataró hat 131.798 Einwohner (Stand: 2024) auf einer Fläche von 22,5 km², das sind 5910 Einw./km².
Mataró ist über die N II (Girona–Barcelona), direkte Autobahnverbindungen nach Barcelona und Granollers sowie die Eisenbahnstrecke nach Barcelona gut an das katalanische Verkehrsnetz angebunden.

## Geschichte
Die Geschichte Matarós geht bis auf die Zeit der Römer zurück. Der römische Name des Ortes war Iluro. Aus dieser Zeit existiert noch eine römische Villa, die Torre Llauder aus dem 1. Jahrhundert v. Chr.
Die erste, am 28. Oktober 1848 in Betrieb genommene, Eisenbahnlinie Spaniens führte von Barcelona nach Mataró.
Der weltbekannte modernistische Architekt Josep Puig i Cadafalch (1867–1956) stammt aus Mataró.
Im Arbeitervorort Rocafonda begann Lamine Yamal Fußball zu spielen. Hatte Yamal bei der Fußball-EM 2024 Erfolg, machte er mit seinen Händen eine Geste, die die Zahl „304“ ausdrückt, die letzten Ziffern der Postleitzahl seines Viertels Rocafonda in Mataró (08304).

## Partnergemeinden
Die Partnergemeinden Matarós sind
- Dürnau im Landkreis Göppingen, Baden-Württemberg, in Deutschland (seit 1988)
- Créteil im Département Val-de-Marne bei Paris, Frankreich (seit 1989)
- Corsico in der Metropolitanstadt Mailand in der Lombardei, Italien (seit 1993)
- Cehegín in Murcia, Spanien (seit 1993)

## Söhne und Töchter
- Francisco Romá y Rosell (um 1710–1784), Ökonom, Jurist und Kolonialverwalter, Vizekönig von Neuspanien
- Joan Carles Panyó i Figaró (1755–1840), Maler
- Jaime Creus y Martí (1760–1825), römisch-katholischer Geistlicher, Erzbischof von Tarragona 1820–1825
- Juan Larrea (1782–1847), argentinischer Politiker
- Miguel Biada (1789–1848), Unternehmer, Initiator der Bahnstrecke Barcelona–Mataró
- Rafael Palau i March (1810–1890), Organist, Chorleiter und Komponist
- Joseph Serra y Juliá (1811–1886), Geistlicher, Benediktiner und Missionar in Australien
- Néstor Luján (1922–1995), Journalist und Schriftsteller
- Peret (1935–2014), Sänger und Gitarrist
- Silvia Parera (* 1969), Schwimmerin
- Nacho Vidal (* 1973), Schauspieler und Filmregisseur
- Amaranta Fernández Navarro (* 1983), Volleyball- und Beachvolleyballspielerin
- Sergio Sánchez (* 1986), Fußballspieler
- Dídac Vilà (* 1989), Fußballspieler
- Marta Torrejón (* 1990), Fußballspielerin
- Marta Bach (* 1993), Wasserballspielerin
- Carles Aleña (* 1998), Fußballspieler
- Pau Panitti Martínez (* 2004), Handballtorwart
- Víctor Romero Holguín (* 2004), Handballspieler
- Lamine Yamal (* 2007), Fußballspieler

## Fotogalerie

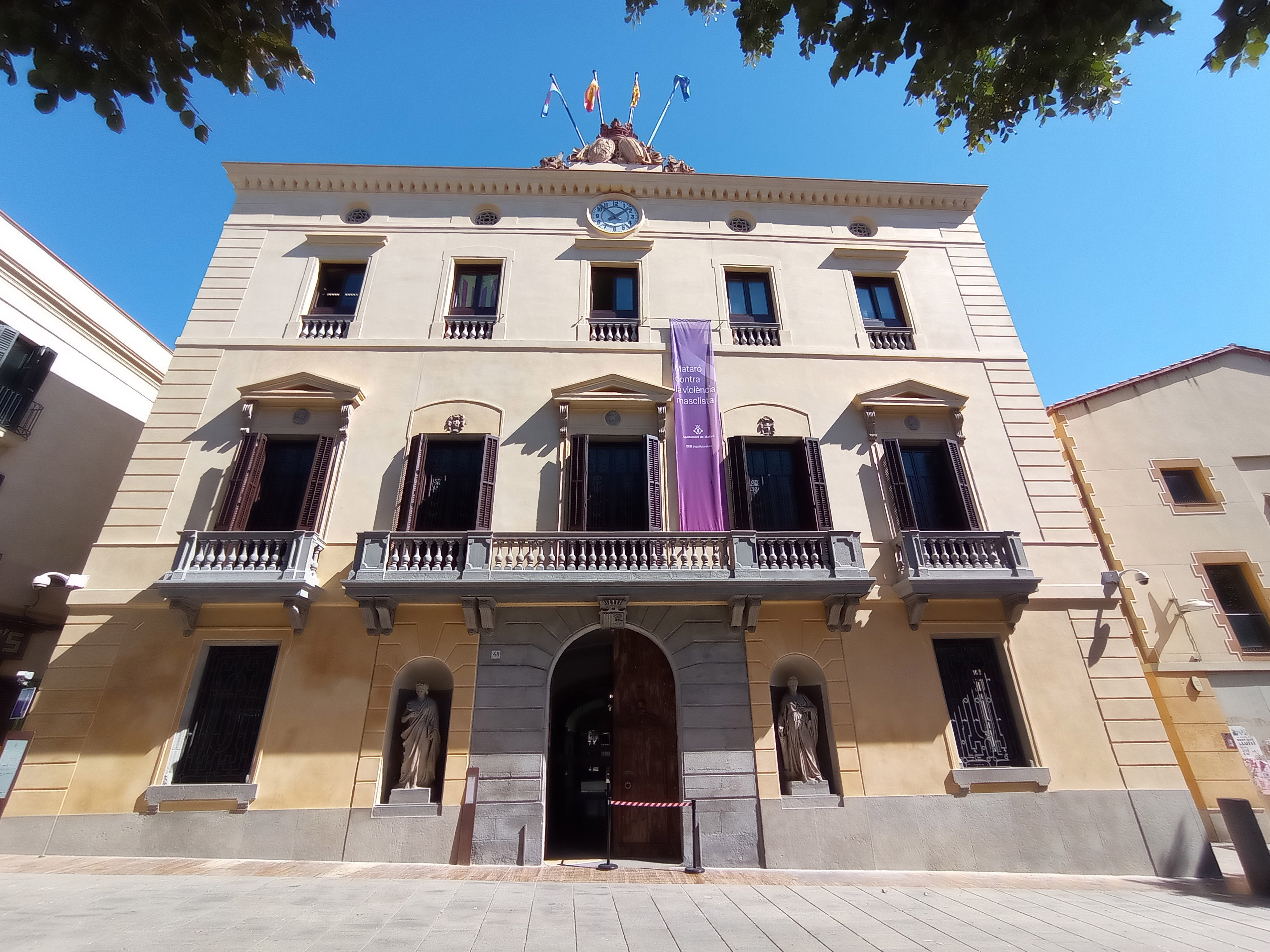
Rathaus von Mataró
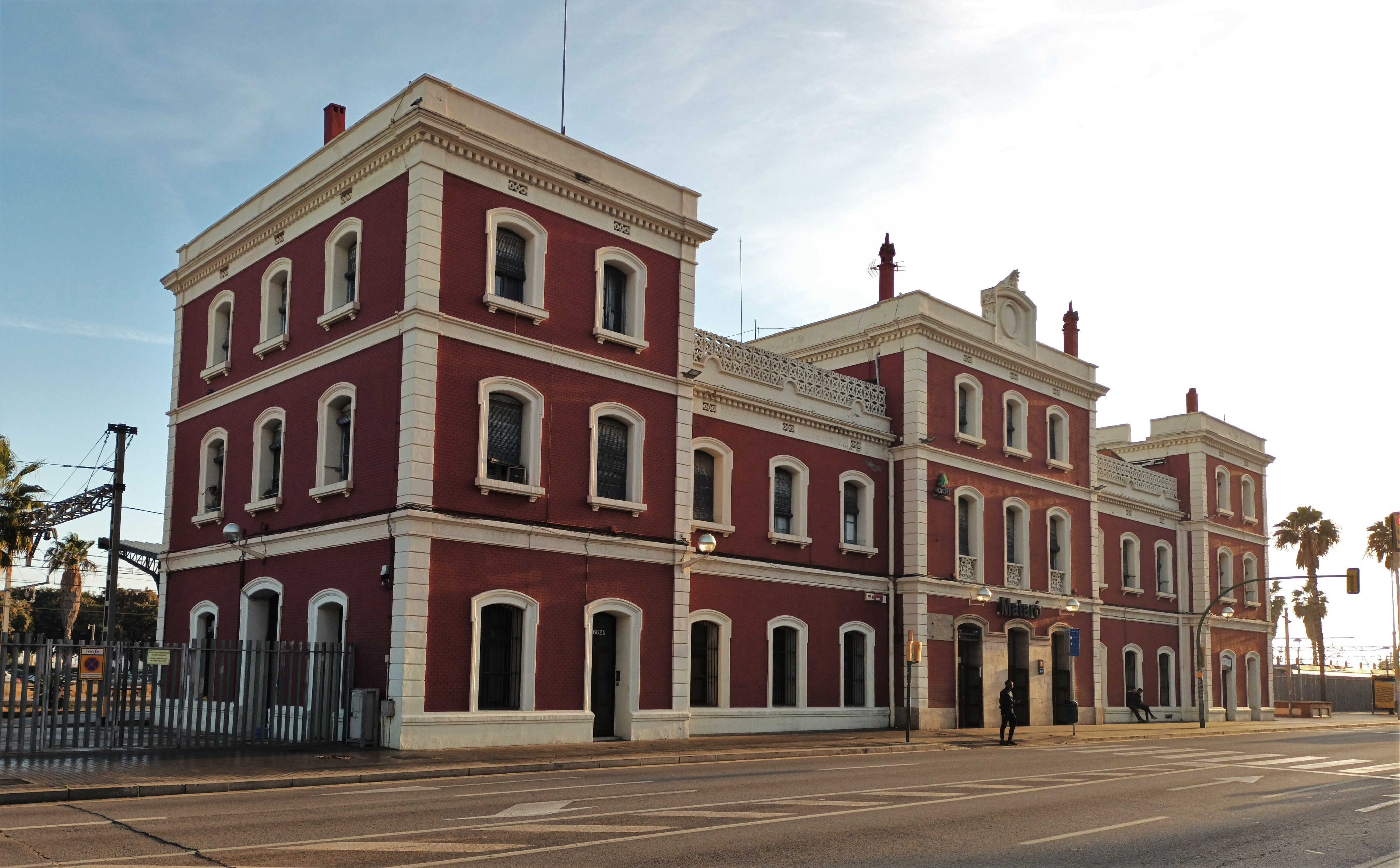
Bahnhof (Mataró)
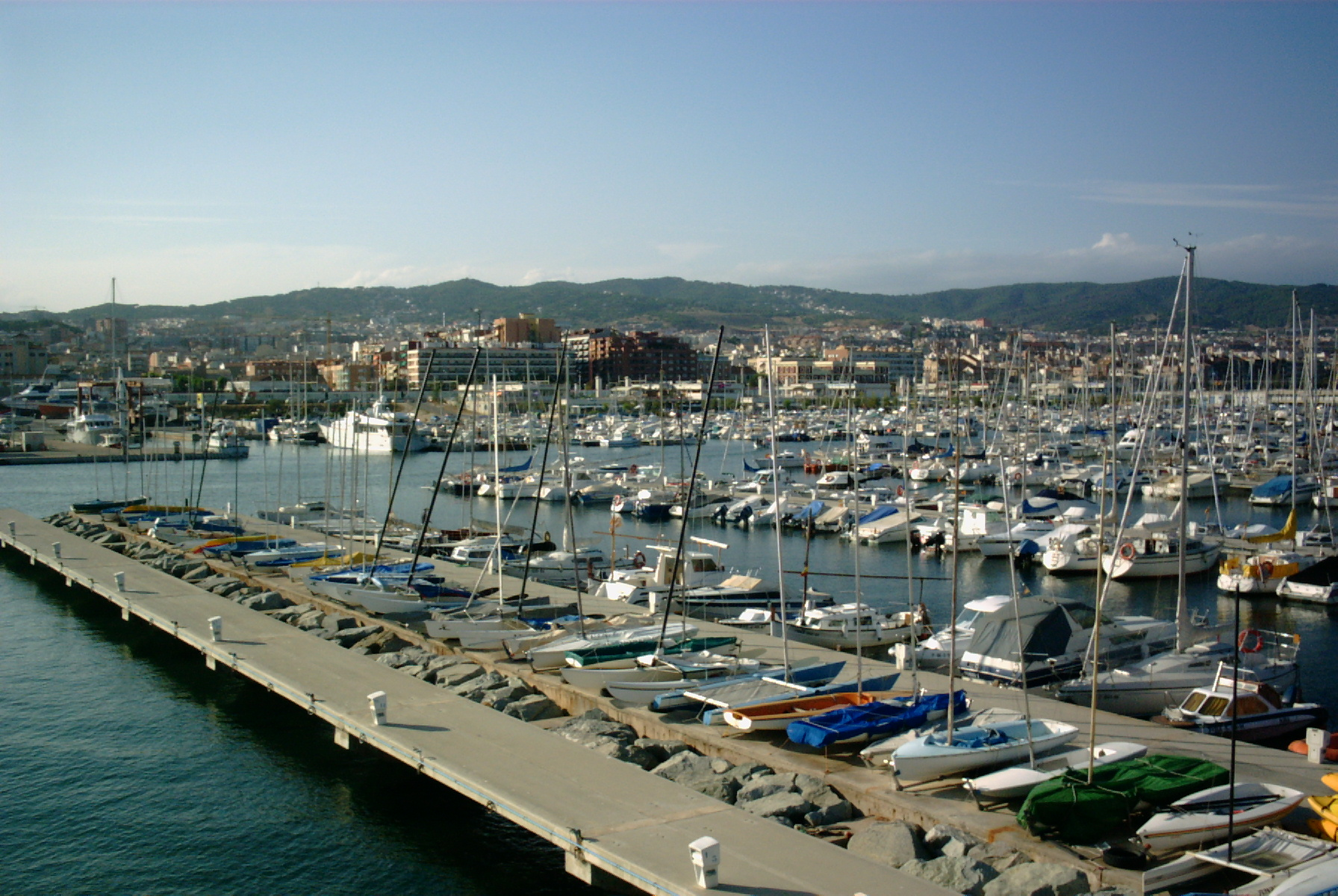
Hafen
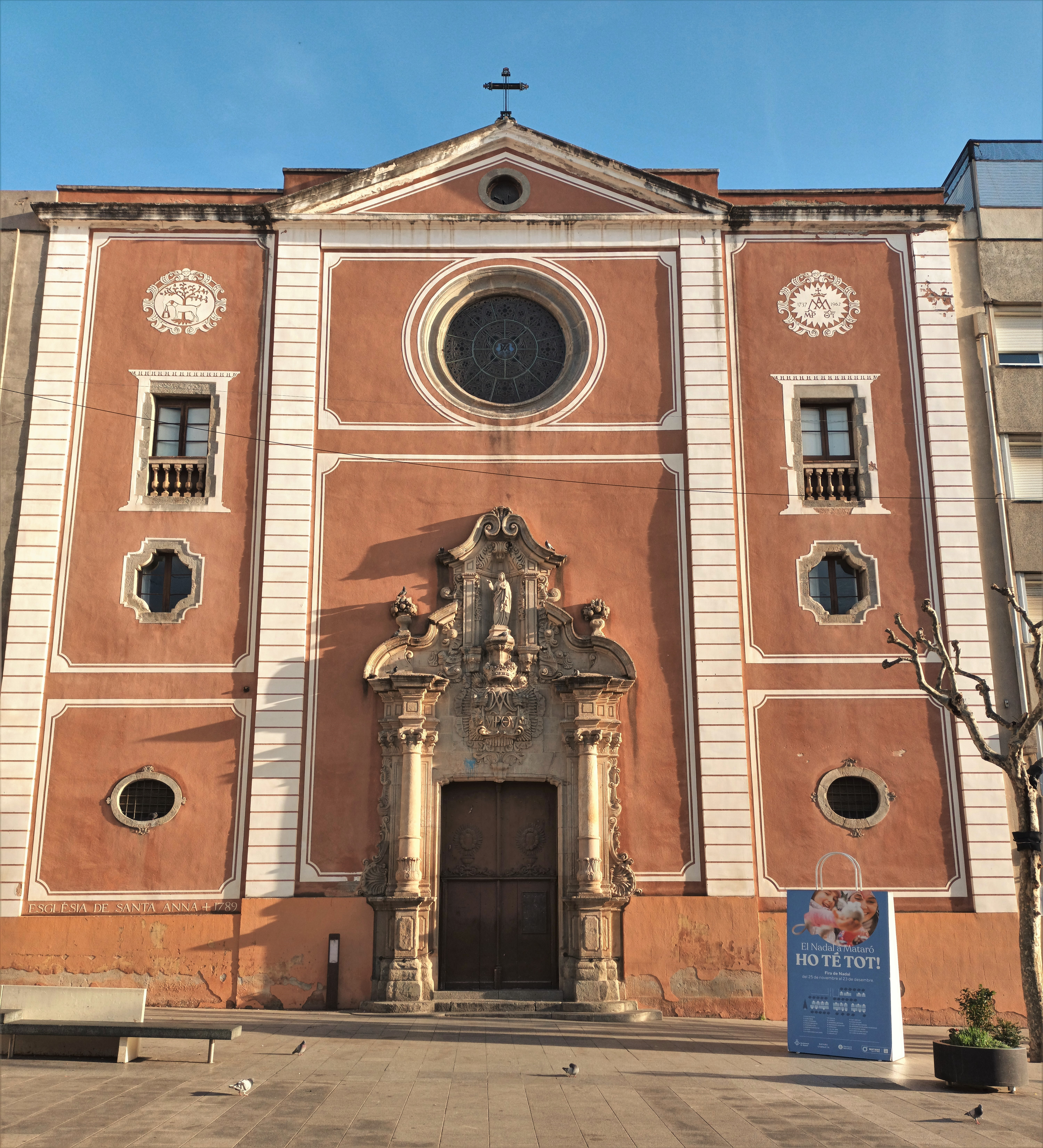
Kirche Santa Maria
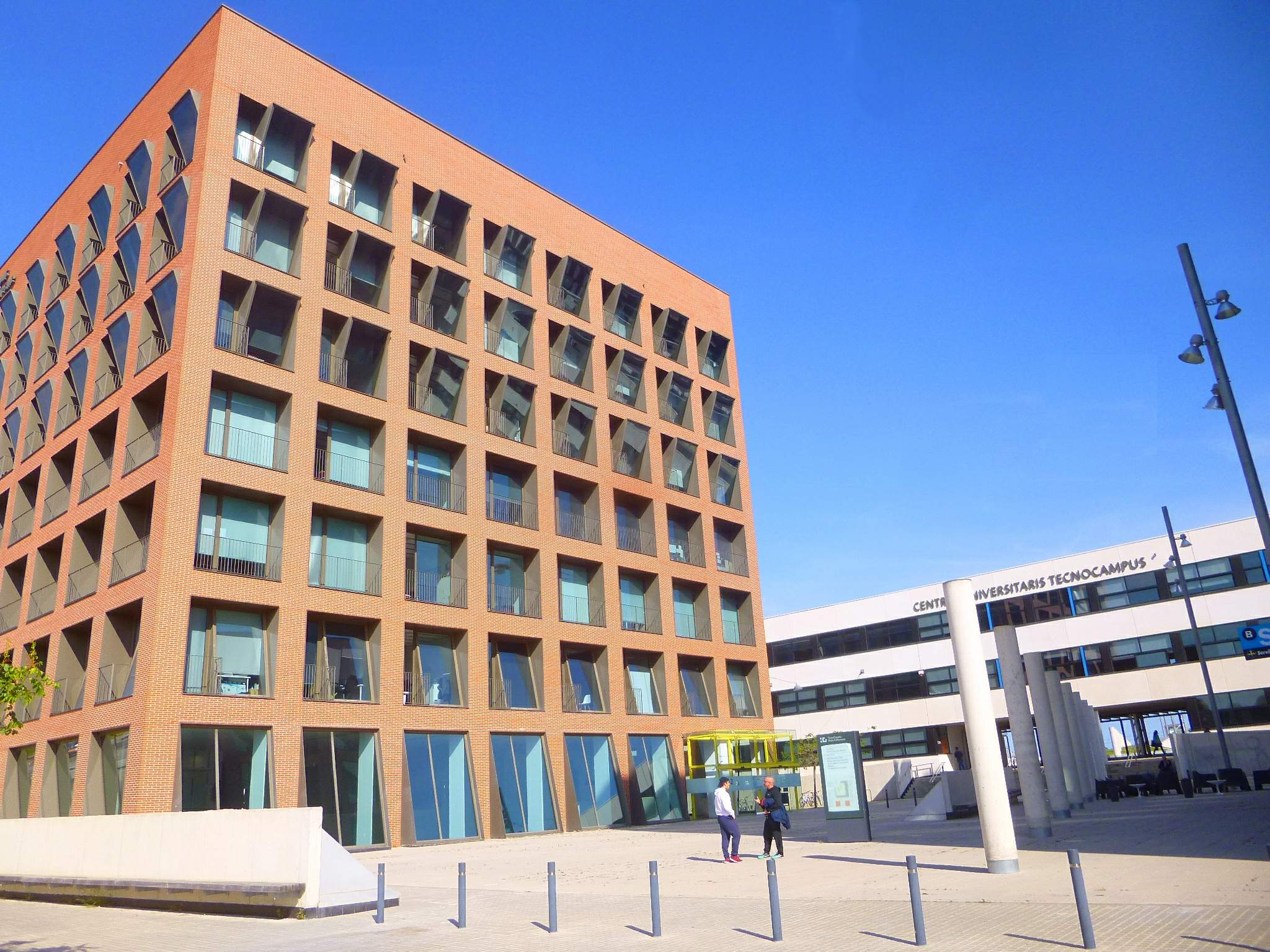
TecnoCampus
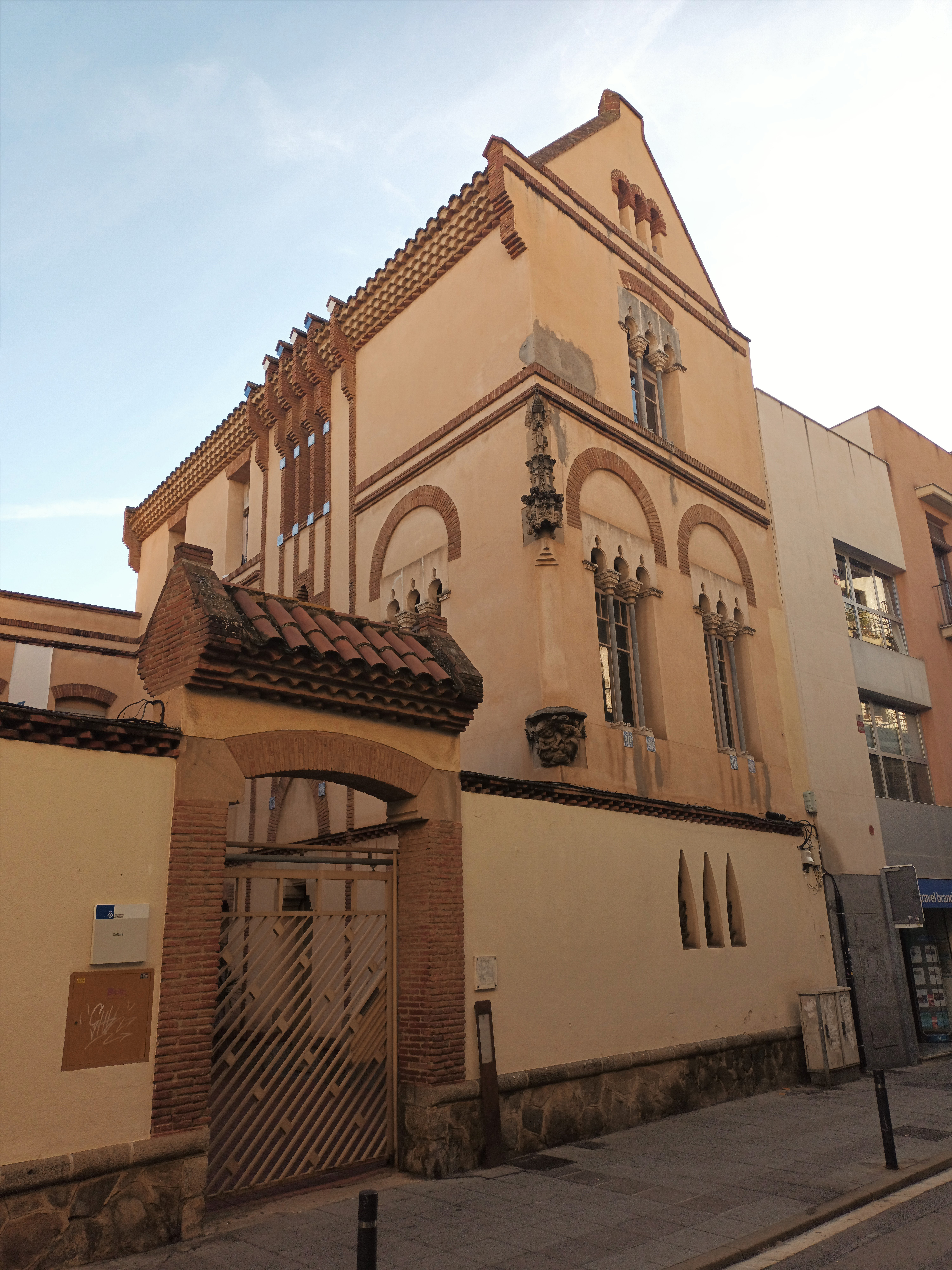
Creu Roja
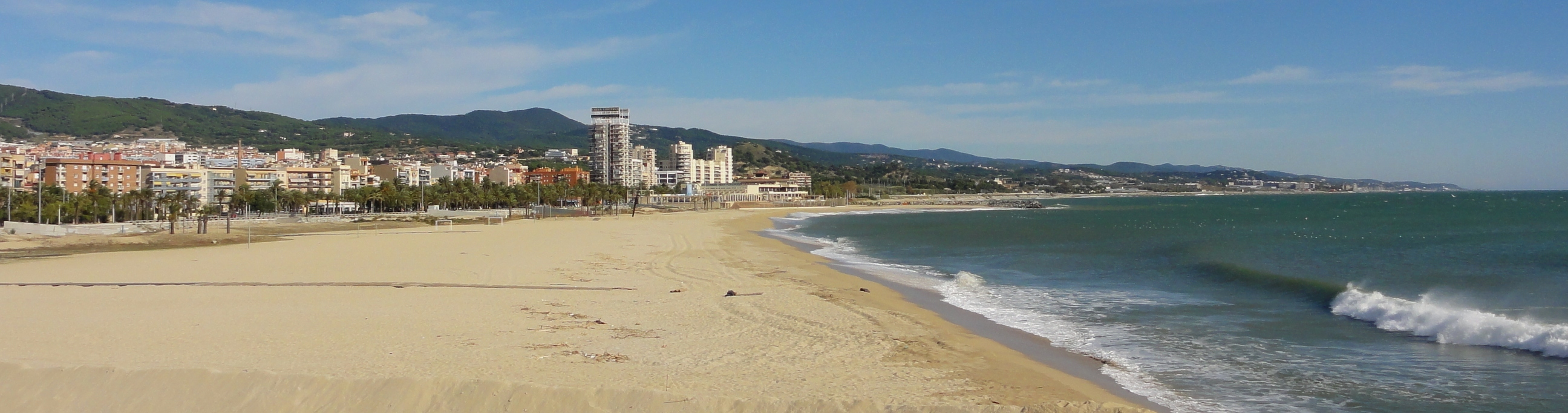
Strand von Mataró
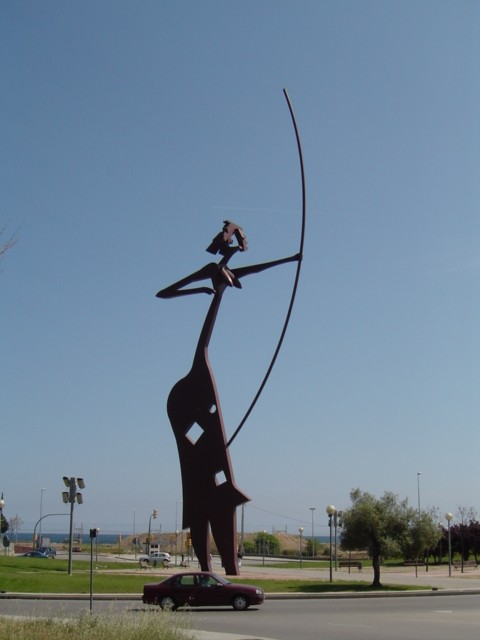
Denkmal für die Layetana Bogenschützin
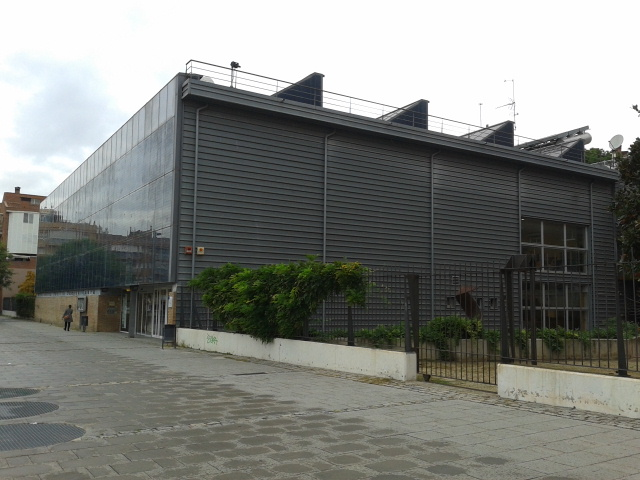
Bibliothek Pompeu Fabra